# Oragua hualla
Oragua hualla är en insektsart som beskrevs av Young 1977. Oragua hualla ingår i släktet Oragua och familjen dvärgstritar. Inga underarter finns listade i Catalogue of Life.